# Willem de Vlamingh
Willem de Vlamingh (28 novembre 1640 – c. 1698) è stato un esploratore e capitano di marina olandese, che ha esplorato la costa sudoccidendale dell'Australia (allora "Nieuw Holland") nel tardo XVII secolo.
La missione si rivelò infruttuosa, ma produsse le prime carte nautiche della costa occidentale del continente. Il nome di De Vlamingh si ritrova in numerosi toponimi di località geografiche dell'Australia Occidentale.

## Il viaggio in Australia (1696-1697)
Nel 1694 fu chiesto a Willem de Vlamingh di organizzare una spedizione alla ricerca della Ridderschap van Holland, la nave ammiraglia della Compagnia olandese delle Indie orientali (VOC) che risultò perduta con a bordo 325 passeggeri ed equipaggio durante un viaggio verso Batavia nel 1694. I funzionari VOC credevano che potesse essersi arenata sulla costa occidentale dell'Australia.
Nel 1696 la spedizione di de Vlamingh lasciò Amsterdam, per tentare il recupero dei superstiti e per tracciare la carta nautica delle coste sud ovest di Nieuw Holland, per facilitare la navigazione sulla rotta per l'Oceano Indiano dal capo di Sudafrica. C'erano tre navi al suo comando: la Geelvink, la Nyptangh e la Wezeltje.
Il 27 ottobre utilizzando la rotta di Brouwer per attraversare l'Oceano Indiano dal Capo di Buona Speranza alle Indie orientali olandesi. Sulla loro strada fecero tappa all'Isola Saint-Paul e all'Isola Amsterdam, ma non trovarono relitti o sopravvissuti. Il 5 dicembre successivo ripartirono.
Il 29 dicembre 1696 egli scopre l'isola di Rottnest. Chiama così l'isola per avervi avvistato un gran numero di "ratti" (in realtà marsupiali quokka).
Il 10 gennaio 1697 scopre il fiume Swan. Lo chiama così dopo aver osservato i cigni neri (swan) presenti in gran numero.
Ripartì per il viaggio di ritorno dalle Indie il 3 o 11 febbraio 1698 arrivando ad Amsterdam il 16 agosto.

### Targa di Hartog
Il 4 febbraio 1697 de Vlamingh sbarca sull'isola di Dirk Hartog in Australia Occidentale, e sostituisce la targa di peltro di Dirk Hartog con una recante la descrizione di entrambi gli sbarchi. La targa originale è conservata nel Rijksmuseum.